# Samuel Wilson
Samuel Wilson (Arlington, 13 de setembro de 1766 — Troy, 31 de julho de 1854) foi um comerciante americano que supostamente serviu de inspiração à personificação dos Estados Unidos conhecida como "Tio Sam" (Uncle Sam).
Na época da Guerra anglo-americana de 1812, Wilson obteve um contrato de fornecimento de carne para o Exército dos Estados Unidos, que ele enviava em barris. Como propriedade do governo, os barris eram marcados com as iniciais "U.S." (de United States), que os soldados jocosamente diziam pertencer ao Uncle Sam. Com o tempo, acredita-se que tudo marcado com as mesmas iniciais também passou a ser ligado ao nome, que caiu em uso popular.
Uma resolução do Congresso dos Estados Unidos, aprovada em 15 de setembro de 1961, reconheceu oficialmente Sam Wilson como o pai do símbolo "Tio Sam".